# 亞洲公路34號線
亞洲公路34號線（英語：Asian Highway 34），编号為，是亞洲公路網系統中东亚区域一條公路，長1,033（642英里）。該公路起始於中国江苏连云港，經江苏、安徽、河南、陕西四省，最終至陕西西安與并接入。

## 线路介绍

### 中国
全长1,033（642英里）。
- 连霍高速：连云港 - 郑州 - 西安

### 途经省市
- 江苏段：全通，途经连云港、连云港海州区、东海、新沂、邳州、徐州，计238km。
- 安徽段：全通，途经萧县，有皖苏、皖豫、张庄寨、丁里、朱圩子5个收费站。
- 河南段：全通，途经夏邑、商丘睢阳区、宁陵、民权、兰考、开封、郑州、巩义、偃师、洛阳、新安、义马、渑池、三门峡、灵宝，计611km。其中郑州至洛阳段的郑洛高速公路全长106.391公里,已于2012年12月18日改建成双向八车道。到2015年连霍高速河南段全部实现双向八车道通行。在郑州与交汇。
- 陕西段：全通，日前潼关至宝鸡段为双向八车道。途经潼关、华阴、华县、渭南、临潼区、西安。